# Marvin Jüngel
Marvin Jüngel (* 1. Juni 2001 in Öhringen) ist ein deutscher Springreiter.

## Werdegang
Als Jüngel drei Wochen alt war, zog seine Familie von Öhringen nach Hausdorf. Nach der Schule absolvierte er eine Ausbildung zum Bürokaufmann, entschied sich aber kurz darauf dafür, sein Hobby, das Springreiten, zum Beruf zu machen. Im November 2021 erhielt er das Goldene Reitabzeichen. 2022 konnte er sich bei der Entscheidung um den Goldenen Sattel auf Rang 2 platzieren. Sein Mentor Philipp Schober, einer der bekanntesten Profireiter Sachsens, hat ihn lange Zeit in seiner Karriere begleitet.

## Deutsches Spring-Derby
Größere Bekanntheit erlangte Jüngel am 21. Mai 2023 als Sieger des 92. Deutschen Spring-Derbys, welches er fehlerfrei absolvierte und damit die 161. fehlerfreie Runde in der Geschichte des Hamburger Derbys erzielte. Im Stechen konnte er sich gegen die 22-jährige Dänin Caroline Rehoff Pedersen durch ein fehlerfreies Absolvieren des Parcours und Einhaltung der Zeit durchsetzen. Mit 21 Jahren ist Jüngel der zweitjüngste Gewinner des Hamburger Derbys.
Im Jahr darauf gelang es ihm erneut das Deutsche Spring-Derby auf Balous Erbin zu gewinnen. Mit einem fehlerfreien Ritt aber mit zwei Strafpunkten für das Überschreiten der Zeit setzte er sich im Stechen gegen Frederic Tillmann durch, welcher den Parcours mit 4 Strafpunkten absolvierte.
2022 nahm er ebenfalls am Deutschen Spring-Derby teil, konnte sich aber aufgrund von 20 Fehlerpunkten nur auf Rang 15 platzieren.

## Pferde
- Balou's Erbin (* 2009), Fuchsstute, Oldenburger, Vater: Be Bravo, Muttervater: Consul[6]
- Cato-Cento R (* 2009), grauer Hengst, Oldenburger Springpferd, Vater: Catoki, Muttervater: Cento[7]
- Jolie Lafee (* 2010), dunkelbraune Stute, Bayer, Vater: Nektos, Muttervater: Bavaria Luchs[8]
- Koradina R (* 2014), braune Stute, Deutsches Sportpferd, Vater: Lancoon, Muttervater: Sir Shutterfly[9]
- DSP Kontendra S (* 2015), graue Stute, Deutsches Sportpferd, Vater: Contendro I, Muttervater: Colestus[10]
- Pessoa C (* 2015), grauer Hengst, Belgisches Warmblut, Vater: Cicero Z van Paemel, Muttervater: Corrado I[11]
- Vip-Girl (* 2015), braune Stute, Hannoveraner, Vater: Valentino, Muttervater: Stalypso[12]
- Kunigunde (* 2016), braune Stute, Oldenburger Springpferd, Vater: Kannan, Muttervater: Lordanos[13]
- Colourful Rebel D'Or Z (* 2017), schwarz-brauner Hengst, Zangersheider, Vater: Cornet Obolensky, Muttervater: Mylord Carthago[14]

## Erfolge
- 2024:
  - 1. Platz im 93. Deutschen Spring-Derby in Hamburg (CSI 4*) mit Balou's Erbin
- 2023:
  - 1. Platz im 92. Deutschen Spring-Derby in Hamburg (CSI 4*) mit Balou's Erbin
- 2022:
  - Sächsischer Meister der Jungen Reiter
  - 2. Platz im 1. Mitteldeutschen Championat 2022 in Prussendorf mit Jyolga[15]
  - Sieger des 16. Großen Bautzener Reitturniers in Baschütz (Prüfung Klasse S** mit Siegerrunde) mit Jyolga
- 2021:
  - 5. Platz im Großen Preis von Sachsen (Prüfung Klasse S*** mit Siegerrunde) mit Can Jump 2[16]